# Johannes Romberg

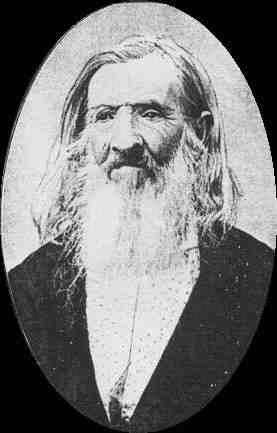
Johannes Romberg, Dichter
Foto aus „Gedichte von Johannes Romberg“, Dresden 1900

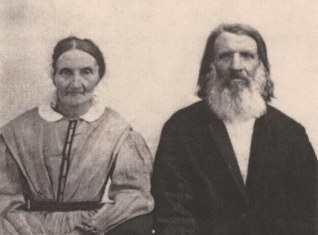
Johannes Romberg und Friederike Bauch um 1880 als Siedler in Texas

Johannes Christlieb Nathanael Romberg (* 10. November 1808 in Alt Bukow, Mecklenburg; † 5. Februar 1891 in Black Jack Springs, Fayette County, Texas, Vereinigte Staaten) war ein deutschamerikanischer Siedler, Farmer und Dichter. Er gründete 1857 den ersten literarischen Verein in Texas („Prärieblume“).

## Familie
Er war der Sohn des Pastors und Lehrers Bernhard Friedrich Christlieb Romberg (1776–1822) und der Friederike Hast (1779–1863).
Romberg heiratete am 8. Oktober 1833 Friederike Bauch (* 1812 in Schwerin; † 8. März 1883 in Black Jack Springs, Fayette County, Texas), die Tochter des Schweriner Kaufmanns Johannes Dietrich Bauch (* 1781) und der Dorothea Schleef (* 1785). Mit Friederike hatte sich Romberg schon zehn Jahre zuvor während seiner Lehrzeit verlobt. Das Ehepaar hatte neun Kinder – Bernhard starb 1838 gleich nach der Geburt, Tochter Friederike wurde am 17. November 1847 noch an Bord des Auswandererschiffes am Tag vor der Ankunft in Galveston (Texas) geboren, Julius als einziges der Kinder 1851 in Texas. Der 1841 in Boizenburg geborene Sohn Bernhard wurde ein in Texas bekannter Möbeltischler.

## Leben
Eigentlich sollte Romberg beruflich seinem Vater als Pastor und Lehrer nachfolgen, doch nach dem frühen Tod seines Vaters war ein Universitätsbesuch zu teuer. Außerdem hatten eine Masern-Erkrankung und eine Augeninfektion sein Augenlicht geschwächt. Dann wollte er Zimmermann werden, doch dieser Berufswunsch entsprach nicht seiner gesellschaftlichen Herkunft. Deshalb wurde er 1823 beim Kaufmann Johannes Dietrich Bauch in Schwerin in die Ausbildung gegeben.
Zehn Jahre später (1833) machte sich Romberg in Boizenburg an der Elbe als Kaufmann selbständig und heiratete endlich nach zehnjähriger Verlobungszeit die Tochter seines Schweriner Lehrherrn.
Um für ihre kinderreiche Familie bessere Lebensbedingungen zu finden, wanderten sie im Jahr 1847 nach Texas aus und gingen am 18. November mit sechs Kindern (zwei Söhne und vier Töchter) und dem erst einen Tag alten Baby Friederike in Galveston an Land. Nach einigen Wochen zog die Familie an den San Bernard River in die Nähe von Catspring (Texas) (Austin County). Hier wurde im Jahr 1851 das neunte Kind, Sohn Julius Romberg, geboren. Man freundete sich mit der Familie des Nachbarn Pastor Adolf Fuchs an und Jahre später heirateten zwei Töchter Romberg zwei Söhne Fuchs.
Im Jahr 1853 zog die Familie zum Black Jack Creek im Fayette County, wo sie am 10. November ankamen, Rombergs 45. Geburtstag. Dort übernahm er bald eine führende Position innerhalb der Siedlung Black Jack Springs nahe La Grange.
Etwa 1857 gründete er den Literaturkreis „Prärieblume“, der ersten dieser Art in Texas. Die Mitglieder, deutsche Siedler aus den Gebieten um Black Jack Springs und La Grange, lasen und besprachen Erzählungen, Gedichte und Artikel nach Art der intellektuellen „Latin Settlers“. Sie schrieben sogar eigene Gedichte für ihre Treffen.
Romberg gilt als der herausragendste deutsch-texanische Dichter und als einer der bedeutendsten deutsch-amerikanischen. Viele seiner Werke wurden von seiner Umgebung, dem Texas zur deutschen Pionierzeit, inspiriert. Eine Sammlung seiner Gedichte wurden im Jahr 1900 in Deutschland veröffentlicht. In seinem Vorwort schreibt der Herausgeber Alfred Wagner über den Dichter, er habe ein Widerwillen gegen finanzielle Dinge gehabt und diese lieber seiner Ehefrau überlassen. Aber er habe immer darauf bestanden, seine Schulden zu begleichen, selbst in den ersten harten Jahren in Texas und während des amerikanischen Bürgerkriegs. Weiter heißt es, Romberg sei von kleiner Statur gewesen und einer der freundlichsten Menschen, die man zu jener Zeit innerhalb dieser jungen Siedlungen habe antreffen können.

## Nachlass
Sein Nachlass wird von der University of Texas at Austin zusammen mit dem Familienarchiv verwahrt, ist erschlossen und steht der Forschung zur Verfügung.

## Werke
- Alfred Wagner (Hrsg.): Gedichte von Johannes Romberg. Dresden und Leipzig, 1900.